# Alfred Merz
Pour les articles homonymes, voir Merz.
Alfred Merz, né le 24 janvier 1880 à Perchtoldsdorf et mort le 16 août 1925 à Buenos Aires, est un géographe et océanographe autrichien.

## Biographie
Directeur de l'Institut des sciences marines de Berlin (1921), Merz est célèbre pour avoir organisé l'expédition du Météor en 1925-1927, commandée par Fritz Spieß. Cette expédition effectue 34 000 sondages par le son.
Mort d'une pneumonie à Buenos Aires lors d'une expédition pour arpenter l'Atlantique Sud, il est inhumé à Perchtoldsdorf,.
La péninsule de Merz a été nommée en son honneur.

## Publications
- 1911 : Hydrographische Untersuchungen im Golf von Triest
- 1920 : Die Oberflächentemperatur der Gewässer
- 1922-1933 : Die atlantische Vertikalzirkulation, avec Georg Wüst (de)